# Марк Эмилий Лепид (консул 6 года)
Марк Эми́лий Ле́пид (лат. Marcus Aemilius Lepidus; родился около 29 года до н. э. — умер в 33 году, Рим) — римский государственный и политический деятель из патрицианского рода Эмилиев Лепидов, ординарный консул 6 года. Внук участника второго триумвирата, носившего такое же имя. В 14 году являлся одним из основных правопреемников императорской власти.

## Биография
Лепид был старшим сыном консула-суффекта 34 года до н. э. Павла Эмилия Лепида и его первой супруги, Корнелии.
Благодаря своему знатному происхождению и дружественным отношениям с императорами смог сделать блестящую гражданско-политическую карьеру. В 6 году Марк был назначен консулом совместно с Луцием Аррунцием. В 8—9 годах под начальством будущего императора Тиберия Лепид принимал участие в подавлении далматийского восстания, одержав ряд побед; за эти заслуги он был награждён триумфаторским облачением. В последующие годы Лепид служил легатом-пропретором в Паннонии.
В 14 году Лепид назначен легатом-пропретором Тарраконской Испании. Во время обсуждения возможных претендентов на высшую власть в государстве император Октавиан Август сказал, что Лепид достаточно одарён для этой должности, но, скорее всего, от неё откажется. Известно, что Лепид пользовался уважением и симпатией преемника Августа, императора Тиберия. В 17 году Тиберий уступил ему имущество Эмилии Музы, на которое притязала римская казна, так как умершая не оставила после себя наследников. В 20 году Лепид защищал в суде Гнея Кальпурния Пизона, главного подозреваемого в деле об оскорблении величия римского народа и убийстве приёмного сына Тиберия Германика.
В 21 году Марк Эмилий, по неизвестным причинам, отказался взять на себя управление Африкой, уступив эту должность Квинту Юнию Блезу, являвшемуся дядей Луция Элия Сеяна, могущественного фаворита Тиберия. Лепид также возражал против вынесения смертного приговора поэту (Луцию) Клуторию Приску, который обвинялся в оскорблении величия, предлагая приговорить его к изгнанию, но не был поддержан другими сенаторами.
В 22 году он обновил базилику Эмилия, получив на это согласие сената. В 24 году во время суда над приближённой Агриппины, Сосией Галлой, Лепид заявил, что её дети должны получить половину, а не четверть её имущества. В 26—29 годах он исполнял обязанности проконсула Азии; в течение своей каденции Марк построил в Смирне храм Тиберия.
Согласно биографу Марка Эмилия, придворному анналисту Корнелию Тациту, внук триумвира скончался в 33 году ненасильственной смертью.